# 駅馬車 (1966年の映画)
『駅馬車』（えきばしゃ、原題: Stagecoach）は、1966年のアメリカ映画。1965年の映画と記す資料もある。1939年公開の映画『駅馬車』をリメイクした作品。ゴードン・ダグラス監督。出演はアレックス・コードやアン＝マーグレットなど。

## キャスト
| 役名               | 俳優                   | 日本語吹替 | 日本語吹替 | 日本語吹替   |
| 役名               | 俳優                   | TBS版      | 東京12ch版 | フジテレビ版 |
| ------------------ | ---------------------- | ---------- | ---------- | ------------ |
| リンゴ・キッド     | アレックス・コード     | 天田俊明   | 広川太一郎 | 広川太一郎   |
| ダラス             | アン＝マーグレット     | 小原乃梨子 | 山崎左度子 | 鈴木弘子     |
| ブーン医師         | ビング・クロスビー     | 和田文夫   | 大木民夫   | 中村正       |
| カーリー保安官     | ヴァン・ヘフリン       |            | 大塚周夫   | 鈴木瑞穂     |
| バック             | スリム・ピケンズ       |            |            | 相模太郎     |
| ルーシー・マロリー | ステファニー・パワーズ |            | 上田みゆき | 上田みゆき   |
| ハットフィールド   | マイク・コナーズ       | 木下秀雄   | 森川公也   | 中田浩二     |
| ピーコック         | レッド・バトンズ       | 肝付兼太   | 野本礼三   | 江幡高志     |
| ゲートウッド       | ロバート・カミングス   | 中田浩二   |            | 井上真樹夫   |
| ルーク・プラマー   | キーナン・ウィン       |            |            | 加藤精三     |

- TBS版：初回放送1970年12月7日『月曜ロードショー』
- 東京12ch版：初回放送1973年4月5日『木曜洋画劇場』
- フジテレビ版：初回放送1978年1月20日『ゴールデン洋画劇場』※放送タイトル「新・駅馬車」

## スタッフ
- 監督：ゴードン・ダグラス
- 製作：マーティン・ラッキン
- 原作：アーネスト・ヘイコックス
- 脚本：ジョセフ・ランドン
- 撮影：ウィリアム・H・クローシア
- 特殊効果：L・B・アボット
- 音楽：ジェリー・ゴールドスミス

## 制作
製作のマーティン・ラッキンは、パラマウントで制作責任者としてのスティントを終えた後、映画制作に興味を持つようになったという。彼はオリジナルの『駅馬車』が時代遅れとなり、現代の聴衆には馴染まなくなっていると感じていた。また西部劇こそが「映画業界の屋台骨
」であると信じていた。
映画の権利はラッキンの友人が買っていたが制作費用が足りず、そこにラッキンは介入し、20世紀フォックスのダリル・F・ザナックに映画を売り込むことに成功した。
ラッキンは共に働いたことがあり、「ハリウッドで最も過小評価されている監督」と呼んだゴードン・ダグラスを監督に起用した。主演のアレックス・コードは、エドモンド・オブライエンらの推薦で決まったという。

## 評価
映画評論家のレオナルド・モルティンは、本作に4つ星中の2つ星半を与え「色とりどりのスター勢揃いの西部劇」と評しているが、同時に「1939年版という傑作の足元にも及ばない」とも記している。モルティンはさらに「長すぎる」と述べたほか、「ウェイン・ニュートンが主題歌を歌っている！」ことを特筆している。。
1987年の映画ガイドは、5つ星中の2つ星を割り当て、「ハリウッドがクラシック映画のリメイクをすると、常にパズルになる」と主張している。また、「オリジナル版には魅力的な性格がありそれほど暴力的ではなかったのに対し、これは流血場面が多く「成人向け」を試みているが失敗しており、パフォーマンスは標準以下」「ジョン・フォード監督の1939年版が西部劇のクラシックなら、これは西部劇のオムレツ。最後にビング・クロスビーが参加したことで、映画は完全に混乱することから救われた。とてもひどかった1986年のテレビ版と比較すると、見栄えがよくなる。」と評している。同ガイドはさらに（本作でエンドロールのキャストポートレイトを担当した画家の）ノーマン・ロックウェルがカメオ出演していることを指摘している。ロックウェルの映画出演はこれが最初で最後のことである。また主題歌については「ウェイン・ニュートンが『シャイアン行きの駅馬車（'Stagecoach to Cheyenne' (Lee Pockriss and Paul Vance)）』を歌っている。この曲は最初に耳にした者は好きでないと感じ、再び聴いた者は嫌いになる種の曲だ。」と評している。